# Pero triplilunata
Pero triplilunata là một loài bướm đêm trong họ Geometridae.